# Mistrovství Evropy v házené žen 2014
11. mistrovství Evropy  v házené proběhlo ve dnech 7. – 21. prosince v Maďarsku a Chorvatsku. Mistrovství se zúčastnilo 16 družstev, rozdělených do čtyř čtyřčlenných skupin. První tři týmy postoupili do dvou čtvrtfinálových skupin z nichž první dvě družstva hráli play off o medaile. Družstva na třetím místě hráli o páté místo. Mistrem Evropy se stalo družstvo Norska.

## Pořadatelská města
| Budapešť               | Debrecín        | Győr            | Záhřeb           | Osijek              | Varaždín                 |
| Papp László Sportaréna | Főnix Csarnok   | Audi Aréna      | Arena Zagreb     | Dvorana Gradski vrt | Gradska dvorana Varaždin |
|                        |                 |                 |                  |                     |                          |
| Kapacita: 12 500       | Kapacita: 8 500 | Kapacita: 5 000 | Kapacita: 15 200 | Kapacita: 3 500     | Kapacita: 5 200          |

## Výsledky a tabulky

### Základní skupiny

#### Skupina A
|    |           | ESP   | HUN   | POL   | RUS   | V | R | P | Skóre | B |
| 1. | Španělsko | ***   | 27:26 | 29:22 | 25:24 | 3 | 0 | 0 | 81:72 | 6 |
| 2. | Maďarsko  | 26:27 | ***   | 29:23 | 29:29 | 1 | 1 | 1 | 84:79 | 3 |
| 3. | Polsko    | 22:29 | 23:29 | ***   | 29:26 | 1 | 0 | 2 | 74:84 | 2 |
| 4. | Rusko     | 24:25 | 29:29 | 26:29 | ***   | 0 | 1 | 2 | 79:83 | 1 |

| 7. prosince 2014 18:00 | Španělsko   | 29:22   | Polsko       | Audi Aréna, Győr Počet diváků: 3 500 Rozhodčí: Jurinović, Mrvica (CRO) |
| 7. prosince 2014 18:00 | Martínová 9 | (16:13) | Kudłaczová 6 | Audi Aréna, Győr Počet diváků: 3 500 Rozhodčí: Jurinović, Mrvica (CRO) |
| 7. prosince 2014 18:00 | 4× 3×       | Zpráva  | 3×           | Audi Aréna, Győr Počet diváků: 3 500 Rozhodčí: Jurinović, Mrvica (CRO) |

| 7. prosince 2014 20:30 | Maďarsko      | 29:29   | Rusko          | Audi Aréna, Győr Počet diváků: 4 800 Rozhodčí: Brunovský, Čanda (SVK) |
| 7. prosince 2014 20:30 | Triscsuková 6 | (14:15) | Dmitrijevová 7 | Audi Aréna, Győr Počet diváků: 4 800 Rozhodčí: Brunovský, Čanda (SVK) |
| 7. prosince 2014 20:30 | 5× 2×         | Zpráva  | 3×             | Audi Aréna, Győr Počet diváků: 4 800 Rozhodčí: Brunovský, Čanda (SVK) |

| 9. prosince 2014 18:15 | Rusko                 | 24:25   | Španělsko   | Audi Aréna, Győr Počet diváků: 2 500 Rozhodčí: Erdoğan, Özdeniz (TUR) |
| 9. prosince 2014 18:15 | Kuzněcovová, Senová 5 | (14:13) | Martínová 9 | Audi Aréna, Győr Počet diváků: 2 500 Rozhodčí: Erdoğan, Özdeniz (TUR) |
| 9. prosince 2014 18:15 | 5× 2×                 | Zpráva  | 7× 2× 1×    | Audi Aréna, Győr Počet diváků: 2 500 Rozhodčí: Erdoğan, Özdeniz (TUR) |

| 9. prosince 2014 20:30 | Polsko       | 23:29  | Maďarsko              | Audi Aréna, Győr Počet diváků: 3 000 Rozhodčí: Opava, Válek (CZE) |
| 9. prosince 2014 20:30 | Kudłaczová 7 | (7:14) | Mayerová, Tomoriová 6 | Audi Aréna, Győr Počet diváků: 3 000 Rozhodčí: Opava, Válek (CZE) |
| 9. prosince 2014 20:30 | 5× 4×        | Zpráva | 4× 3×                 | Audi Aréna, Győr Počet diváků: 3 000 Rozhodčí: Opava, Válek (CZE) |

| 11. prosince 2014 18:15 | Rusko                 | 26:29   | Polsko       | Audi Aréna, Győr Počet diváků: 4 100 Rozhodčí: Schulze, Tönnies (GER) |
| 11. prosince 2014 18:15 | Bliznovová, Punková 7 | (11:13) | Kudłaczová 9 | Audi Aréna, Győr Počet diváků: 4 100 Rozhodčí: Schulze, Tönnies (GER) |
| 11. prosince 2014 18:15 | 5× 4×                 | Zpráva  | 9× 3× 1×     | Audi Aréna, Győr Počet diváků: 4 100 Rozhodčí: Schulze, Tönnies (GER) |

| 11. prosince 2014 20:30 | Maďarsko                 | 26:27   | Španělsko | Audi Aréna, Győr Počet diváků: 4 800 Rozhodčí: Bonaventura, Bonaventura (FRA) |
| 11. prosince 2014 20:30 | Tomoriová, Triscsuková 6 | (13:13) | Martín 10 | Audi Aréna, Győr Počet diváků: 4 800 Rozhodčí: Bonaventura, Bonaventura (FRA) |
| 11. prosince 2014 20:30 | 2× 3×                    | Zpráva  | 5× 3×     | Audi Aréna, Győr Počet diváků: 4 800 Rozhodčí: Bonaventura, Bonaventura (FRA) |

#### Skupina B
|    |          | NOR   | DEN   | ROM   | UKR   | V | R | P | Skóre | B |
| 1. | Norsko   | ***   | 27:21 | 27:19 | 34:23 | 3 | 0 | 0 | 88:63 | 6 |
| 2. | Dánsko   | 21:27 | ***   | 29:29 | 32:23 | 1 | 1 | 1 | 82:79 | 3 |
| 3. | Rumunsko | 19:27 | 29:29 | ***   | 23:22 | 1 | 1 | 1 | 71:78 | 3 |
| 4. | Ukrajina | 23:34 | 23:32 | 22:23 | ***   | 0 | 0 | 3 | 68:89 | 0 |

| 7. prosince 2014 18:00 | Norsko       | 27:19  | Rumunsko   | Főnix Csarnok, Debrecín Počet diváků: 2 000 Rozhodčí: Bonaventurová, Bonaventurová (FRA) |
| 7. prosince 2014 18:00 | Oftedalová 5 | (16:7) | Neaguová 7 | Főnix Csarnok, Debrecín Počet diváků: 2 000 Rozhodčí: Bonaventurová, Bonaventurová (FRA) |
| 7. prosince 2014 18:00 | 1× 3×        | Zpráva | 4×         | Főnix Csarnok, Debrecín Počet diváků: 2 000 Rozhodčí: Bonaventurová, Bonaventurová (FRA) |

| 7. prosince 2014 20:30 | Dánsko        | 32:23   | Ukrajina      | Főnix Csarnok, Debrecín Počet diváků: 1 500 Rozhodčí: Erdoğan, Özdeniz (TUR) |
| 7. prosince 2014 20:30 | Nørgaardová 8 | (14:11) | Borščenková 7 | Főnix Csarnok, Debrecín Počet diváků: 1 500 Rozhodčí: Erdoğan, Özdeniz (TUR) |
| 7. prosince 2014 20:30 | 5× 3×         | Zpráva  | 6× 4×         | Főnix Csarnok, Debrecín Počet diváků: 1 500 Rozhodčí: Erdoğan, Özdeniz (TUR) |

| 9. prosince 2014 18:15 | Rumunsko                | 29:29   | Dánsko      | Főnix Csarnok, Debrecín Počet diváků: 1 500 Rozhodčí: Brunovský, Čanda (SVK) |
| 9. prosince 2014 18:15 | Neaguová, Ţăcălieová 10 | (16:12) | Fiskerová 8 | Főnix Csarnok, Debrecín Počet diváků: 1 500 Rozhodčí: Brunovský, Čanda (SVK) |
| 9. prosince 2014 18:15 | 4× 3×                   | Zpráva  | 6× 3×       | Főnix Csarnok, Debrecín Počet diváků: 1 500 Rozhodčí: Brunovský, Čanda (SVK) |

| 9. prosince 2014 20:30 | Ukrajina   | 23:34   | Norsko                | Főnix Csarnok, Debrecín Počet diváků: 1 500 Rozhodčí: Schulze, Tönnies (GER) |
| 9. prosince 2014 20:30 | Glibková 7 | (13:17) | Mørková, Solbergová 6 | Főnix Csarnok, Debrecín Počet diváků: 1 500 Rozhodčí: Schulze, Tönnies (GER) |
| 9. prosince 2014 20:30 | 5× 2×      | Zpráva  | 3× 1×                 | Főnix Csarnok, Debrecín Počet diváků: 1 500 Rozhodčí: Schulze, Tönnies (GER) |

| 11. prosince 2014 18:15 | Rumunsko   | 23:22  | Ukrajina       | Főnix Csarnok, Debrecín Počet diváků: 2 200 Rozhodčí: Jurinović, Mrvica (CRO) |
| 11. prosince 2014 18:15 | Neaguová 8 | (12:9) | Borščenková 10 | Főnix Csarnok, Debrecín Počet diváků: 2 200 Rozhodčí: Jurinović, Mrvica (CRO) |
| 11. prosince 2014 18:15 | 5× 3×      | Report | 3×             | Főnix Csarnok, Debrecín Počet diváků: 2 200 Rozhodčí: Jurinović, Mrvica (CRO) |

| 11. prosince 2014 20:30 | Norsko    | 27:21   | Dánsko                     | Főnix Csarnok, Debrecín Počet diváků: 2 000 Rozhodčí: Opava, Válek (CZE) |
| 11. prosince 2014 20:30 | Løkeová 7 | (12:13) | Burgaardová, Nørgaardová 4 | Főnix Csarnok, Debrecín Počet diváků: 2 000 Rozhodčí: Opava, Válek (CZE) |
| 11. prosince 2014 20:30 | 3×        | Zpráva  | 3×                         | Főnix Csarnok, Debrecín Počet diváků: 2 000 Rozhodčí: Opava, Válek (CZE) |

#### Skupina C
|    |            | SWE   | NED   | GER   | CRO   | V | R | P | Skóre | B |
| 1. | Švédsko    | ***   | 30:30 | 39:32 | 30:28 | 2 | 1 | 0 | 99:90 | 5 |
| 2. | Nizozemsko | 30:30 | ***   | 29:26 | 27:31 | 1 | 1 | 1 | 86:87 | 3 |
| 3. | Německo    | 32:39 | 26:29 | ***   | 26:24 | 1 | 0 | 2 | 84:92 | 2 |
| 4. | Chorvatsko | 28:30 | 31:27 | 24:26 | ***   | 1 | 0 | 2 | 83:83 | 2 |

| 8. prosince 2014 18:00 | Německo                       | 23:29   | Nizozemsko  | Gradska dvorana Varaždin, Varaždín Počet diváků: 2 000 Rozhodčí: Horváth, Márton (HUN) |
| 8. prosince 2014 18:00 | Naidzinaviciusová, Huberová 6 | (11:12) | Polmanová 7 | Gradska dvorana Varaždin, Varaždín Počet diváků: 2 000 Rozhodčí: Horváth, Márton (HUN) |
| 8. prosince 2014 18:00 | 5× 2×                         | Zpráva  | 8× 2×       | Gradska dvorana Varaždin, Varaždín Počet diváků: 2 000 Rozhodčí: Horváth, Márton (HUN) |

| 8. prosince 2014 20:00 | Švédsko      | 30:28   | Chorvatsko             | Gradska dvorana Varaždin, Varaždín Počet diváků: 3 400 Rozhodčí: Zotin, Volodkov (RUS) |
| 8. prosince 2014 20:00 | Gulldénová 7 | (17:17) | Peněžičová, Zebičová 6 | Gradska dvorana Varaždin, Varaždín Počet diváků: 3 400 Rozhodčí: Zotin, Volodkov (RUS) |
| 8. prosince 2014 20:00 | 4× 3×        | Zpráva  | 3×                     | Gradska dvorana Varaždin, Varaždín Počet diváků: 3 400 Rozhodčí: Zotin, Volodkov (RUS) |

| 10. prosince 2014 18:00 | Nizozemsko   | 30:30   | Švédsko   | Gradska dvorana Varaždin, Varaždín Počet diváků: 1 500 Rozhodčí: Marín, García (ESP) |
| 10. prosince 2014 18:00 | Polmanová 10 | (14:14) | Odénová 7 | Gradska dvorana Varaždin, Varaždín Počet diváků: 1 500 Rozhodčí: Marín, García (ESP) |
| 10. prosince 2014 18:00 | 3×           | Zpráva  | 4× 3×     | Gradska dvorana Varaždin, Varaždín Počet diváků: 1 500 Rozhodčí: Marín, García (ESP) |

| 10. prosince 2014 20:00 | Chorvatsko    | 24:26   | Německo                    | Gradska dvorana Varaždin, Varaždín Počet diváků: 3 000 Rozhodčí: Florescuová, Stoiaová (ROM) |
| 10. prosince 2014 20:00 | Penezićová 13 | (14:13) | Miněvskaja, S. Müllerová 5 | Gradska dvorana Varaždin, Varaždín Počet diváků: 3 000 Rozhodčí: Florescuová, Stoiaová (ROM) |
| 10. prosince 2014 20:00 | 3×            | Zpráva  | 5× 3×                      | Gradska dvorana Varaždin, Varaždín Počet diváků: 3 000 Rozhodčí: Florescuová, Stoiaová (ROM) |

| 12. prosince 2014 18:00 | Švédsko       | 39:32   | Německo         | Gradska dvorana Varaždin, Varaždín Počet diváků: 1 300 Rozhodčí: Stenrand, Birch (DEN) |
| 12. prosince 2014 18:00 | Gulldénová 10 | (23:17) | Nadgornajaová 9 | Gradska dvorana Varaždin, Varaždín Počet diváků: 1 300 Rozhodčí: Stenrand, Birch (DEN) |
| 12. prosince 2014 18:00 | 4× 3×         | Zpráva  | 1× 3×           | Gradska dvorana Varaždin, Varaždín Počet diváků: 1 300 Rozhodčí: Stenrand, Birch (DEN) |

| 12. prosince 2014 20:00 | Chorvatsko    | 31:27   | Nizozemsko           | Gradska dvorana Varaždin, Varaždín Počet diváků: 3 000 Rozhodčí: Arntsen, Røen (NOR) |
| 12. prosince 2014 20:00 | Penezićová 11 | (17:15) | Van der Heijdenová 5 | Gradska dvorana Varaždin, Varaždín Počet diváků: 3 000 Rozhodčí: Arntsen, Røen (NOR) |
| 12. prosince 2014 20:00 | 5× 3×         | Zpráva  | 3× 2×                | Gradska dvorana Varaždin, Varaždín Počet diváků: 3 000 Rozhodčí: Arntsen, Røen (NOR) |

#### Skupina D
|    |            | FRA   | MNG   | SVK   | SER   | V | R | P | Skóre | B |
| 1. | Francie    | ***   | 24:20 | 21:18 | 27:16 | 3 | 0 | 0 | 72:54 | 6 |
| 2. | Černá Hora | 20:24 | ***   | 28:24 | 22:19 | 2 | 0 | 1 | 70:67 | 4 |
| 3. | Slovensko  | 18:21 | 24:28 | ***   | 23:21 | 1 | 0 | 2 | 65:70 | 2 |
| 4. | Srbsko     | 16:27 | 19:22 | 21:23 | ***   | 0 | 0 | 3 | 56:72 | 2 |

| 8. prosince 2014 18:00 | Francie      | 21:18  | Slovensko             | Dvorana Gradski vrt, Osijek Počet diváků: 1 300 Rozhodčí: Stenrand, Birch (DEN) |
| 8. prosince 2014 18:00 | Dembéléová 6 | (7:9)  | Školková, Trehubová 4 | Dvorana Gradski vrt, Osijek Počet diváků: 1 300 Rozhodčí: Stenrand, Birch (DEN) |
| 8. prosince 2014 18:00 | 4×           | Zpráva | 3× 4×                 | Dvorana Gradski vrt, Osijek Počet diváků: 1 300 Rozhodčí: Stenrand, Birch (DEN) |

| 8. prosince 2014 20:00 | Černá Hora                 | 22:19  | Srbsko     | Dvorana Gradski vrt, Osijek Počet diváků: 2 200 Rozhodčí: Florescuová, Stoiaová (ROU) |
| 8. prosince 2014 20:00 | Lazovićová, Bulatovićová 5 | (10:8) | Lekićová 6 | Dvorana Gradski vrt, Osijek Počet diváků: 2 200 Rozhodčí: Florescuová, Stoiaová (ROU) |
| 8. prosince 2014 20:00 | 3× 4×                      | Zpráva | 1× 4×      | Dvorana Gradski vrt, Osijek Počet diváků: 2 200 Rozhodčí: Florescuová, Stoiaová (ROU) |

| 10. prosince 2014 18:00 | Srbsko                       | 16:27  | Francie        | Dvorana Gradski vrt, Osijek Počet diváků: 1 400 Rozhodčí: Horváth, Márton (HUN) |
| 10. prosince 2014 18:00 | Rajovićová, Stoiljkovićová 4 | (3:11) | Lacrabèreová 6 | Dvorana Gradski vrt, Osijek Počet diváků: 1 400 Rozhodčí: Horváth, Márton (HUN) |
| 10. prosince 2014 18:00 | 2×                           | Zpráva | 7× 3× 1×       | Dvorana Gradski vrt, Osijek Počet diváků: 1 400 Rozhodčí: Horváth, Márton (HUN) |

| 10. prosince 2014 20:00 | Slovensko  | 24:28   | Černá Hora     | Dvorana Gradski vrt, Osijek Počet diváků: 1 900 Rozhodčí: Arntsen, Røen (NOR) |
| 10. prosince 2014 20:00 | Dubajová 5 | (10:20) | Radičevićová 6 | Dvorana Gradski vrt, Osijek Počet diváků: 1 900 Rozhodčí: Arntsen, Røen (NOR) |
| 10. prosince 2014 20:00 | 2× 3×      | Zpráva  | 5× 3×          | Dvorana Gradski vrt, Osijek Počet diváků: 1 900 Rozhodčí: Arntsen, Røen (NOR) |

| 12. prosince 2014 18:00 | Černá Hora    | 20:24   | Francie     | Dvorana Gradski vrt, Osijek Počet diváků: 2 000 Rozhodčí: Zotin, Volodkov (RUS) |
| 12. prosince 2014 18:00 | Kneževićová 6 | (12:12) | Pineauová 8 | Dvorana Gradski vrt, Osijek Počet diváků: 2 000 Rozhodčí: Zotin, Volodkov (RUS) |
| 12. prosince 2014 18:00 | 2× 3×         | Zpráva  | 5× 4×       | Dvorana Gradski vrt, Osijek Počet diváků: 2 000 Rozhodčí: Zotin, Volodkov (RUS) |

| 12. prosince 2014 20:00 | Srbsko      | 21:23  | Slovensko    | Dvorana Gradski vrt, Osijek Počet diváků: 2 600 Rozhodčí: Marín, García (ESP) |
| 12. prosince 2014 20:00 | Cvijićová 6 | (11:6) | Jakubisová 8 | Dvorana Gradski vrt, Osijek Počet diváků: 2 600 Rozhodčí: Marín, García (ESP) |
| 12. prosince 2014 20:00 | 4× 3×       | Zpráva | 4× 3× 1×     | Dvorana Gradski vrt, Osijek Počet diváků: 2 600 Rozhodčí: Marín, García (ESP) |

### Čtvrtfinále

#### Skupina A
|    |           | NOR    | ESP    | HUN    | DEN    | ROM    | POL    | V | R | P | Skóre   | B |
| 1. | Norsko    | ***    | 29:26  | 25:29  | 27:21* | 27:19* | 26:24  | 4 | 0 | 1 | 134:119 | 8 |
| 2. | Španělsko | 26:29  | ***    | 27:26* | 29:22  | 20:22  | 29:22* | 3 | 0 | 2 | 131:121 | 6 |
| 3. | Maďarsko  | 29:25  | 26:27* | ***    | 20:23  | 20:19  | 29:23* | 3 | 0 | 2 | 124:117 | 6 |
| 4. | Dánsko    | 21:27* | 22:29  | 23:20  | ***    | 29:29* | 28:19  | 2 | 1 | 2 | 123:124 | 5 |
| 5. | Rumunsko  | 19:27* | 22:20  | 19:20  | 29:29* | ***    | 24:19  | 2 | 1 | 2 | 113:115 | 5 |
| 6. | Polsko    | 24:26  | 22:29* | 23:29* | 19:28  | 19:24  | ***    | 0 | 0 | 5 | 107:136 | 0 |

- s hvězdičkou = zápasy ze základní skupiny.

| 13. prosince 2014 16:00 | Polsko        | 19:28  | Dánsko      | Főnix Csarnok, Debrecín Počet diváků: 2 500 Rozhodčí: Erdoğan, Özdeniz (TUR) |
| 13. prosince 2014 16:00 | Siódmiaková 5 | (9:9)  | Fiskerová 6 | Főnix Csarnok, Debrecín Počet diváků: 2 500 Rozhodčí: Erdoğan, Özdeniz (TUR) |
| 13. prosince 2014 16:00 | 1× 3×         | Zpráva | 2× 3×       | Főnix Csarnok, Debrecín Počet diváků: 2 500 Rozhodčí: Erdoğan, Özdeniz (TUR) |

| 13. prosince 2014 18:15 | Španělsko | 26:29   | Norsko          | Főnix Csarnok, Debrecín Počet diváků: 4 000 Rozhodčí: Jurinović, Mrvica (CRO) |
| 13. prosince 2014 18:15 | Penaová 7 | (16:16) | Riegelhuthová 7 | Főnix Csarnok, Debrecín Počet diváků: 4 000 Rozhodčí: Jurinović, Mrvica (CRO) |
| 13. prosince 2014 18:15 | 2×        | Zpráva  | 2× 3×           | Főnix Csarnok, Debrecín Počet diváků: 4 000 Rozhodčí: Jurinović, Mrvica (CRO) |

| 13. prosince 2014 20:30 | Maďarsko                      | 20:19  | Rumunsko   | Főnix Csarnok, Debrecín Počet diváků: 5 370 Rozhodčí: Zotin, Volodkov (RUS) |
| 13. prosince 2014 20:30 | Triscsuková, Szucsánszkiová 4 | (10:8) | Neaguová 8 | Főnix Csarnok, Debrecín Počet diváků: 5 370 Rozhodčí: Zotin, Volodkov (RUS) |
| 13. prosince 2014 20:30 | 3×                            | Zpráva | 6× 4×      | Főnix Csarnok, Debrecín Počet diváků: 5 370 Rozhodčí: Zotin, Volodkov (RUS) |

| 15. prosince 2014 16:00 | Španělsko  | 20:22  | Rumunsko   | Főnix Csarnok, Debrecín Počet diváků: 1 500 Rozhodčí: Brunovský, Čanda (SVK) |
| 15. prosince 2014 16:00 | Pinedová 5 | (14:9) | Neaguová 7 | Főnix Csarnok, Debrecín Počet diváků: 1 500 Rozhodčí: Brunovský, Čanda (SVK) |
| 15. prosince 2014 16:00 | 4× 1×      | Zpráva | 4× 3×      | Főnix Csarnok, Debrecín Počet diváků: 1 500 Rozhodčí: Brunovský, Čanda (SVK) |

| 15. prosince 2014 18:15 | Polsko      | 24:26   | Norsko     | Főnix Csarnok, Debrecín Počet diváků: 2 500 Rozhodčí: Schulze, Tönnies (GER) |
| 15. prosince 2014 18:15 | Drabiková 5 | (15:11) | Mørková 11 | Főnix Csarnok, Debrecín Počet diváků: 2 500 Rozhodčí: Schulze, Tönnies (GER) |
| 15. prosince 2014 18:15 | 4× 3×       | Zpráva  | 4× 2×      | Főnix Csarnok, Debrecín Počet diváků: 2 500 Rozhodčí: Schulze, Tönnies (GER) |

| 15. prosince 2014 20:30 | Maďarsko             | 20:23  | Dánsko         | Főnix Csarnok, Debrecín Rozhodčí: Bonaventurová, Bonaventurová (FRA) |
| 15. prosince 2014 20:30 | Tomoriová, Tóthová 5 | (9:11) | Jørgensenová 6 | Főnix Csarnok, Debrecín Rozhodčí: Bonaventurová, Bonaventurová (FRA) |
| 15. prosince 2014 20:30 | 1× 3×                | Zpráva | 2×             | Főnix Csarnok, Debrecín Rozhodčí: Bonaventurová, Bonaventurová (FRA) |

| 17. prosince 2014 16:00 | Polsko    | 19:24  | Rumunsko   | Főnix Csarnok, Debrecín Počet diváků: 1 200 Rozhodčí: Erdoğan, Özdeniz (TUR) |
| 17. prosince 2014 16:00 | 5 hráčů 3 | (9:11) | Neaguová 9 | Főnix Csarnok, Debrecín Počet diváků: 1 200 Rozhodčí: Erdoğan, Özdeniz (TUR) |
| 17. prosince 2014 16:00 | 2× 4×     | Zpráva | 3×         | Főnix Csarnok, Debrecín Počet diváků: 1 200 Rozhodčí: Erdoğan, Özdeniz (TUR) |

| 17. prosince 2014 18:15 | Španělsko    | 29:22   | Dánsko            | Főnix Csarnok, Debrecín Počet diváků: 3 000 Rozhodčí: Zotin, Volodkov (RUS) |
| 17. prosince 2014 18:15 | Barbosaová 6 | (15:12) | L. Jørgensenová 7 | Főnix Csarnok, Debrecín Počet diváků: 3 000 Rozhodčí: Zotin, Volodkov (RUS) |
| 17. prosince 2014 18:15 | 1× 3×        | Zpráva  | 4× 3×             | Főnix Csarnok, Debrecín Počet diváků: 3 000 Rozhodčí: Zotin, Volodkov (RUS) |

| 17. prosince 2014 20:30 | Maďarsko    | 29:25   | Norsko    | Főnix Csarnok, Debrecín Počet diváků: 4 800 Rozhodčí: Jurinović, Mrvica (CRO) |
| 17. prosince 2014 20:30 | Bulathová 6 | (15:11) | Løkeová 6 | Főnix Csarnok, Debrecín Počet diváků: 4 800 Rozhodčí: Jurinović, Mrvica (CRO) |
| 17. prosince 2014 20:30 | 5× 3×       | Zpráva  | 2×        | Főnix Csarnok, Debrecín Počet diváků: 4 800 Rozhodčí: Jurinović, Mrvica (CRO) |

#### Skupina B
|    |            | MNG    | SWE    | FRA    | NED    | GER    | SVK    | V | R | P | Skóre   | B |
| 1. | Černá Hora | ***    | 30:29  | 20:24* | 31:27  | 27:20  | 28:24* | 4 | 0 | 1 | 136:124 | 8 |
| 2. | Švédsko    | 29:30  | ***    | 29:26  | 30:30* | 39:32* | 31:22  | 3 | 1 | 1 | 158:140 | 7 |
| 3. | Francie    | 24:20* | 26:29  | ***    | 20:18  | 24:24  | 21:18* | 3 | 1 | 1 | 115:109 | 7 |
| 4. | Nizozemsko | 27:31  | 30:30* | 18:20  | ***    | 29:26* | 30:20  | 2 | 1 | 2 | 134:127 | 5 |
| 5. | Německo    | 20:27  | 32:39* | 24:24  | 26:29* | ***    | 36:22  | 1 | 1 | 3 | 138:141 | 3 |
| 6. | Slovensko  | 24:28* | 22:31  | 18:21* | 20:30  | 22:36  | ***    | 0 | 0 | 5 | 106:146 | 0 |

- s hvězdičkou = zápasy ze základní skupiny.

| 14. prosince 2014 15:45 | Německo   | 20:27   | Černá Hora    | Arena Zagreb, Záhřeb Počet diváků: 1 200 Rozhodčí: Opava, Válek (CZE) |
| 14. prosince 2014 15:45 | Zapfová 6 | (10:12) | Kneževićová 8 | Arena Zagreb, Záhřeb Počet diváků: 1 200 Rozhodčí: Opava, Válek (CZE) |
| 14. prosince 2014 15:45 | 5× 2×     | Zpráva  | 4× 3×         | Arena Zagreb, Záhřeb Počet diváků: 1 200 Rozhodčí: Opava, Válek (CZE) |

| 14. prosince 2014 18:00 | Švédsko     | 29:26   | Francie         | Arena Zagreb, Záhřeb Počet diváků: 1 500 Rozhodčí: Marín, García (ESP) |
| 14. prosince 2014 18:00 | Hagmanová 7 | (12:14) | Lacrabèreová 10 | Arena Zagreb, Záhřeb Počet diváků: 1 500 Rozhodčí: Marín, García (ESP) |
| 14. prosince 2014 18:00 | 4× 3×       | Zpráva  | 4× 2×           | Arena Zagreb, Záhřeb Počet diváků: 1 500 Rozhodčí: Marín, García (ESP) |

| 14. prosince 2014 20:15 | Nizozemsko  | 30:20   | Slovensko  | Arena Zagreb, Záhřeb Počet diváků: 1 200 Rozhodčí: Arntsen, Røen (NOR) |
| 14. prosince 2014 20:15 | Polmanová 7 | (17:10) | Školková 6 | Arena Zagreb, Záhřeb Počet diváků: 1 200 Rozhodčí: Arntsen, Røen (NOR) |
| 14. prosince 2014 20:15 | 3× 2×       | Zpráva  | 1× 3×      | Arena Zagreb, Záhřeb Počet diváků: 1 200 Rozhodčí: Arntsen, Røen (NOR) |

| 16. prosince 2014 15:45 | Nizozemsko  | 27:31   | Černá Hora         | Arena Zagreb, Záhřeb Počet diváků: 1 500 Rozhodčí: Florescu, Stoia (ROM) |
| 16. prosince 2014 15:45 | Polmanová 8 | (13:15) | K. Bulatovićová 10 | Arena Zagreb, Záhřeb Počet diváků: 1 500 Rozhodčí: Florescu, Stoia (ROM) |
| 16. prosince 2014 15:45 | 2× 3×       | Zpráva  | 5× 3×              | Arena Zagreb, Záhřeb Počet diváků: 1 500 Rozhodčí: Florescu, Stoia (ROM) |

| 16. prosince 2014 18:00 | Švédsko      | 31:22   | Slovensko  | Arena Zagreb, Záhřeb Počet diváků: 1 300 Rozhodčí: Horváth, Márton (HUN) |
| 16. prosince 2014 18:00 | Gulldénová 9 | (17:11) | Szarková 7 | Arena Zagreb, Záhřeb Počet diváků: 1 300 Rozhodčí: Horváth, Márton (HUN) |
| 16. prosince 2014 18:00 | 5× 3×        | Zpráva  | 4× 2×      | Arena Zagreb, Záhřeb Počet diváků: 1 300 Rozhodčí: Horváth, Márton (HUN) |

| 16. prosince 2014 20:15 | Německo      | 24:24   | Francie                   | Arena Zagreb, Záhřeb Počet diváků: 800 Rozhodčí: Stenrand, Birch (DEN) |
| 16. prosince 2014 20:15 | Geschkeová 9 | (13:10) | Baudouinová, Dembéléová 5 | Arena Zagreb, Záhřeb Počet diváků: 800 Rozhodčí: Stenrand, Birch (DEN) |
| 16. prosince 2014 20:15 | 2×           | Zpráva  | 2× 4×                     | Arena Zagreb, Záhřeb Počet diváků: 800 Rozhodčí: Stenrand, Birch (DEN) |

| 18. prosince 2014 15:45 | Švédsko      | 29:30   | Černá Hora     | Arena Zagreb, Záhřeb Počet diváků: 1 000 Rozhodčí: Horváth, Márton (HUN) |
| 18. prosince 2014 15:45 | Gulldénová 9 | (18:13) | Radičevićová 9 | Arena Zagreb, Záhřeb Počet diváků: 1 000 Rozhodčí: Horváth, Márton (HUN) |
| 18. prosince 2014 15:45 | 4× 3×        | Zpráva  | 4× 3× 1×       | Arena Zagreb, Záhřeb Počet diváků: 1 000 Rozhodčí: Horváth, Márton (HUN) |

| 18. prosince 2014 18:00 | Německo             | 36:22   | Slovensko  | Arena Zagreb, Záhřeb Počet diváků: 600 Rozhodčí: Arntsen, Røen (NOR) |
| 18. prosince 2014 18:00 | Huberová, Langová 6 | (17:10) | Dubajová 5 | Arena Zagreb, Záhřeb Počet diváků: 600 Rozhodčí: Arntsen, Røen (NOR) |
| 18. prosince 2014 18:00 | 2×                  | Zpráva  | 3× 2×      | Arena Zagreb, Záhřeb Počet diváků: 600 Rozhodčí: Arntsen, Røen (NOR) |

| 18. prosince 2014 20:15 | Nizozemsko  | 18:20  | Francie   | Arena Zagreb, Záhřeb Počet diváků: 600 Rozhodčí: Opava, Válek (CZE) |
| 18. prosince 2014 20:15 | Grootová 10 | (9:7)  | 3 hráči 4 | Arena Zagreb, Záhřeb Počet diváků: 600 Rozhodčí: Opava, Válek (CZE) |
| 18. prosince 2014 20:15 | 5× 3×       | Zpráva | 6× 4×     | Arena Zagreb, Záhřeb Počet diváků: 600 Rozhodčí: Opava, Válek (CZE) |

### Semifinále
| 19. prosince 2014 18:00 | Černá Hora     | 18:19  | Španělsko  | Papp László Sportaréna, Budapešť Počet diváků: 3 500 Rozhodčí: Brunovský, Čanda (SVK) |
| 19. prosince 2014 18:00 | Radičevićová 6 | (8:13) | Pinedová 5 | Papp László Sportaréna, Budapešť Počet diváků: 3 500 Rozhodčí: Brunovský, Čanda (SVK) |
| 19. prosince 2014 18:00 | 1× 3×          | Zpráva | 2× 3×      | Papp László Sportaréna, Budapešť Počet diváků: 3 500 Rozhodčí: Brunovský, Čanda (SVK) |

| 19. prosince 2014 20:30 | Norsko    | 29:25   | Švédsko      | Papp László Sportaréna, Budapešť Počet diváků: 3 500 Rozhodčí: Jurinović, Mrvica (CRO) |
| 19. prosince 2014 20:30 | Løkeová 6 | (13:11) | Gulldénová 9 | Papp László Sportaréna, Budapešť Počet diváků: 3 500 Rozhodčí: Jurinović, Mrvica (CRO) |
| 19. prosince 2014 20:30 | 1× 2×     | Zpráva  | 1× 3×        | Papp László Sportaréna, Budapešť Počet diváků: 3 500 Rozhodčí: Jurinović, Mrvica (CRO) |

### Finále
| 21. prosince 2014 18:00 | Norsko                    | 28:25   | Španělsko  | Papp László Sportaréna, Budapešť Počet diváků: 7 500 Rozhodčí: Bonaventurová, Bonaventurová (FRA) |
| 21. prosince 2014 18:00 | Riegelhuthová Korenová 10 | (10:12) | Penaová 10 | Papp László Sportaréna, Budapešť Počet diváků: 7 500 Rozhodčí: Bonaventurová, Bonaventurová (FRA) |
| 21. prosince 2014 18:00 | 4× 3×                     | Report  | 5× 4×      | Papp László Sportaréna, Budapešť Počet diváků: 7 500 Rozhodčí: Bonaventurová, Bonaventurová (FRA) |

### O 3. místo
| 21. prosince 2014 15:30 | Švédsko      | 25:23   | Černá Hora        | Papp László Sportaréna, Budapešť Počet diváků: 5 000 Rozhodčí: Arntsen, Røen (NOR) |
| 21. prosince 2014 15:30 | Gulldénová 7 | (11:12) | K. Bulatovićová 8 | Papp László Sportaréna, Budapešť Počet diváků: 5 000 Rozhodčí: Arntsen, Røen (NOR) |
| 21. prosince 2014 15:30 | 1× 2× 1×     | Report  | 5× 3×             | Papp László Sportaréna, Budapešť Počet diváků: 5 000 Rozhodčí: Arntsen, Røen (NOR) |

### O 5. místo
| 19. prosince 2014 15:30 | Maďarsko       | 25:26   | Francie       | Papp László Sportaréna, Budapešť Počet diváků: 3 500 Rozhodčí: Opava, Válek (CZE) |
| 19. prosince 2014 15:30 | Triscsuková 10 | (13:16) | Nze Minková 7 | Papp László Sportaréna, Budapešť Počet diváků: 3 500 Rozhodčí: Opava, Válek (CZE) |
| 19. prosince 2014 15:30 | 5× 3×          | Zpráva  | 3× 4×         | Papp László Sportaréna, Budapešť Počet diváků: 3 500 Rozhodčí: Opava, Válek (CZE) |

## Rozhodčí
- Dalibor Jurinović a Marko Mrvica
- Jiří Opava a Pavel Válek
- Dennis Stenrand a Anders Birch
- Charlotte Bonaventurová a Julie Bonaventurová
- Péter Horváth a Balázs Márton
- Kjersti Arntsen a Guro Røen
- Robert Schulze a Tobias Tönnies
- Diana Carmenová-Florescuová a Anamaria Stoiaová
- Jevgenij Zotin a Nikolaj Volodkov
- Peter Brunovský a Vladimír Čanda
- Andreu Marín a Ignacio García
- Kürşad Erdoğan a İbrahim Özdeniz

## Konečné pořadí
| 11.              | Mistrovství Evropy 2014 | Z | V | R | P | Skóre   | B  |
| ---------------- | ----------------------- | - | - | - | - | ------- | -- |
| Zlatá medaile    | Norsko                  | 8 | 7 | 0 | 1 | 225:192 | 14 |
| Stříbrná medaile | Španělsko               | 8 | 5 | 0 | 3 | 200:191 | 10 |
| Bronzová medaile | Švédsko                 | 8 | 5 | 1 | 2 | 238:220 | 11 |
| 4.               | Černá Hora              | 8 | 5 | 0 | 3 | 199:187 | 10 |
| 5.               | Francie                 | 7 | 5 | 1 | 1 | 168:150 | 11 |
| 6.               | Maďarsko                | 7 | 3 | 1 | 3 | 178:172 | 7  |
| 7.               | Nizozemsko              | 6 | 2 | 1 | 3 | 161:158 | 5  |
| 8.               | Dánsko                  | 6 | 3 | 1 | 2 | 155:147 | 7  |
| 9.               | Rumunsko                | 6 | 3 | 1 | 2 | 136:137 | 7  |
| 10.              | Německo                 | 6 | 2 | 1 | 3 | 164:165 | 5  |
| 11.              | Polsko                  | 6 | 1 | 0 | 5 | 136:162 | 2  |
| 12.              | Slovensko               | 6 | 1 | 0 | 5 | 129:167 | 2  |
| 13.              | Chorvatsko              | 3 | 1 | 0 | 2 | 83:83   | 2  |
| 14.              | Rusko                   | 3 | 0 | 1 | 2 | 79:83   | 1  |
| 15.              | Srbsko                  | 3 | 0 | 0 | 3 | 56:72   | 0  |
| 16.              | Ukrajina                | 3 | 0 | 0 | 3 | 68:89   | 0  |